# Wiktorija Walerjewna Abramtschenko

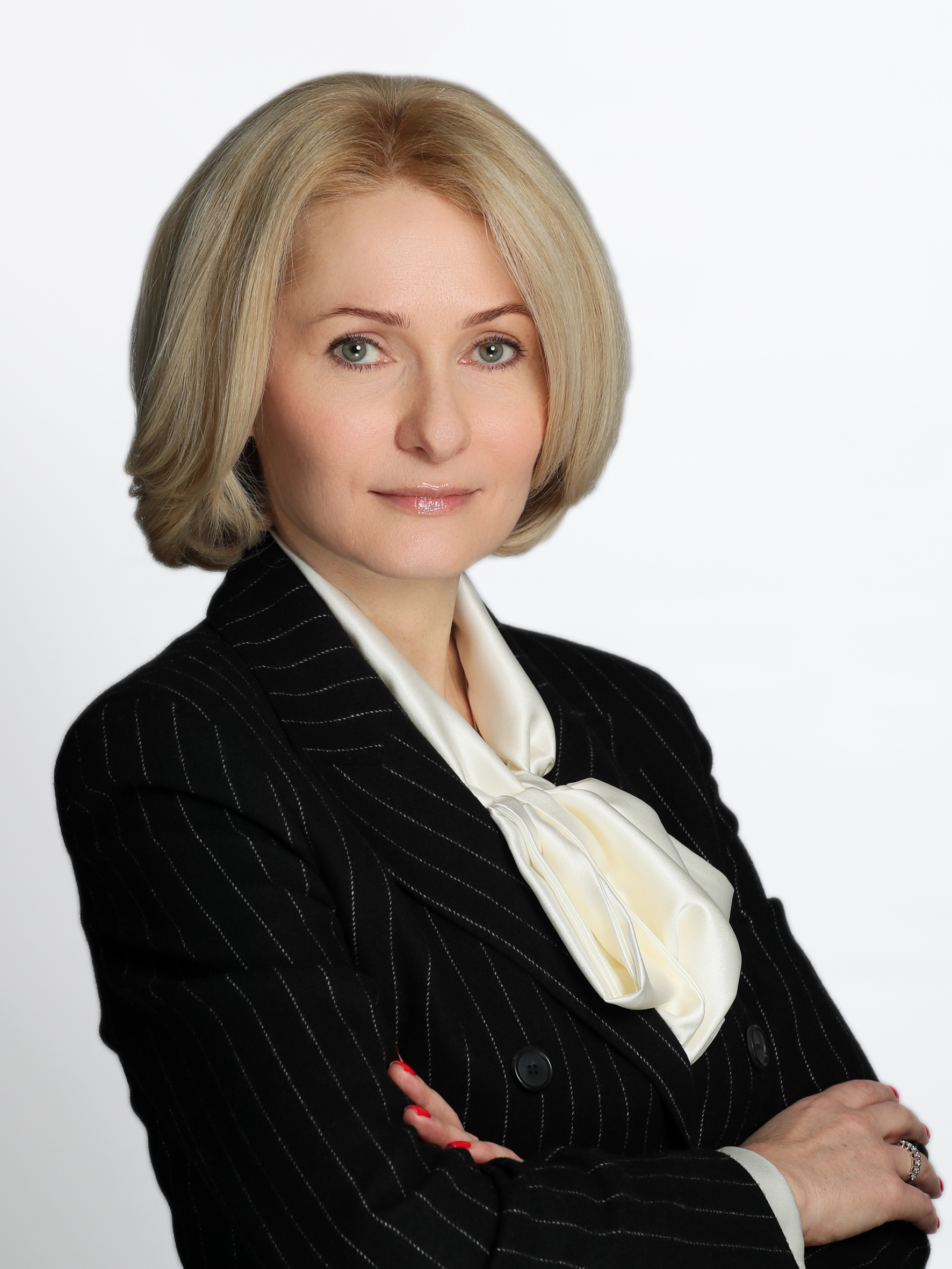
Wiktorija Abramtschenko

Wiktorija Walerjewna Abramtschenko (russisch Викто́рия Вале́рьевна Абра́мченко, Transliteration Viktorija Valerjevna Abramčenko; * 22. Mai 1975 in Tschernogorsk, Chakassien) ist eine russische Beamtin und Politikerin der Partei Einiges Russland. Sie ist seit 2024 Mitglied und stellvertretende Vorsitzende der Duma. Sie war von 2020 bis 2024 eine von mehreren stellvertretenden Ministerpräsidentinnen der Russischen Föderation und in dieser Funktion unter anderem zuständig für Landwirtschaft, Biotechnologie, Forstwirtschaft, Natürliche Ressourcen, Umweltschutz und Immobilienfragen. Sie fungiert in der Regierung außerdem als Kuratorin für den sibirischen Föderationskreis.

## Leben
Wiktorija Abramtschenko wurde am 22. Mai 1975 in der Stadt Tschernogorsk in der Chakassischen Autonomen Oblast in der Region Krasnojarsk in der Russischen Sozialistischen Föderativen Sowjetrepublik (RSFSR) geboren. Heute ist diese Region als Republik Chakassien ein Föderationssubjekt innerhalb der Russischen Föderation.
Im Jahr 1998 schloss Abramtschenko ein Studium an der Staatlichen Krasnojarsker Agraruniversität im Fach Bodenordnung ab. Im Jahr 2004 absolvierte sie ein weiteres Studium an der Russischen Akademie für Volkswirtschaft und Öffentlichen Dienst beim Präsidenten der Russischen Föderation.
In den Jahren 1998 bis 2000 arbeitete sie im Komitee der Russischen Föderation für Bodenressourcen und Bodenordnung (ROSKOMSEM). Anschließend war sie bis 2001 Abteilungsleiterin und Filialleiterin der Bodenkatasterkammer. In den Jahren bis 2005 hatte sie verschiedene Stellen inne, unter anderem als stellvertretende Verwaltungsleiterin, im Föderalen Katasteramt  (ROSSEMKADASTR) und in der Föderalen Agentur des Immobilienkatasters (Rosnedwischimost).
Von 2005 bis 2011 arbeitete Abramtschenko in der Abteilung für Immobilien des Ministeriums für wirtschaftliche Entwicklung, ab 2009 als stellvertretende Direktorin. Anschließend war sie für ein Jahr bis 2012 stellvertretende Leiterin des Föderalen staatlichen Dienstes für Registrierung, Kataster und Kartografie (Rosrejestr).
Im Jahr 2012 wurde Abramtschenko zur Direktorin der Abteilung für Bodenpolitik, Vermögensfragen und Staatseigentum im Landwirtschaftsministerium ernannt. 2015 wurde sie Staatssekretärin und Stellvertreterin des damaligen Ministers für Landwirtschaft der Russischen Föderation Alexander Tkatschow. Sie führte diese Tätigkeit allerdings nur ein Jahr aus und wurde 2016 zur Stellvertretenden Ministerin für ökonomische Entwicklung und zur Leiterin des Föderalen staatlichen Dienstes für Registrierung, Kataster und Kartografie (Rosrejestr). In dieser Funktion arbeitete sie bis 2020. 
Von Januar 2020 bis Mai 2024 war Abramtschenko stellvertretende Ministerpräsidentin in der Regierung Mischustin und in dieser Funktion zuständig für Landwirtschaft, den agrarindustriellen Komplex, Biotechnologie, Forstwirtschaft, Nutzung der Natur, Umweltschutz, ökologische Kontrolle, Bodenfragen, Immobilienkataster, staatliche Registrierung von Eigentumsrechten an Immobilien und Immobilienhandel sowie Politik im Feld Geodäsie, Kartografie und Raumdaten. Sie ist in dieser Funktion ebenfalls Mitglied im Präsidium des Rats für strategische Entwicklung und nationale Projekte beim Präsidenten der Russischen Föderation.
Im Dezember 2022 wurde Abramtschenko auf eine Sanktionsliste der Europäischen Union gesetzt.
Seit dem 8. September 2024 ist sie Mitglied der Duma und seit dem 17. September 2024 eine von mehreren stellvertretenden Vorsitzenden der Duma. 

## Auszeichnungen
- Verdienstorden des Vaterlandes II. Klasse (2017)
- Ehrenurkunde der Regierung der Russischen Föderation (2009)
- Ehrenurkunde der Staatsduma der Russischen Föderation
- Ehrenurkunde des Ministeriums der für wirtschaftliche Entwicklung der Russischen Föderation